# Ken Robinson
Ken Robinson (Liverpool, 4 de març de 1950 - Los Angeles, 21 d'agost de 2020) va ser un educador, escriptor i conferenciant britànic. Doctor per la Universitat de Londres, investigant sobre l'aplicació de teatre en l'educació. Robinson és considerat un expert en assumptes relacionats amb la creativitat, la qualitat de l'ensenyament, la innovació i els recursos humans. A causa de la rellevància de la seva activitat en els camps esmentats, especialment amb relació a la necessitat d'incorporar classes d'art a el currículum escolar, va ser nomenat  Sir  per la reina d'Anglaterra, Isabel II el 2003.